# برونو كاسيمير
برونو كاسيمير (بالفرنسية: Bruno Casimir)‏ (17 ديسمبر 1981 بدوالا في الكاميرون - ) هو لاعب كرة قدم كاميروني في مركز الدفاع. لعب مع النادي الرياضي لحمام الأنف وبيرسخوت إيه سي ونادي آريما كرونوس ويونيون دوالا ونادي يونيسبورت بافانغ ‏ وSable FC (Cameroon) ‏ وPSS Sleman ‏ وPersidafon Dafonsoro ‏ وPersiba Bantul ‏ وPersibangga Purbalingga ‏ وبيرسيتا تانغيرانغ.

## روابط خارجية
- برونو كاسيمير على موقع قاعدة بيانات كرة القدم.إي يو (الإنجليزية)
- برونو كاسيمير على موقع Soccerway.com (الإنجليزية)